# Istoria Finlandei

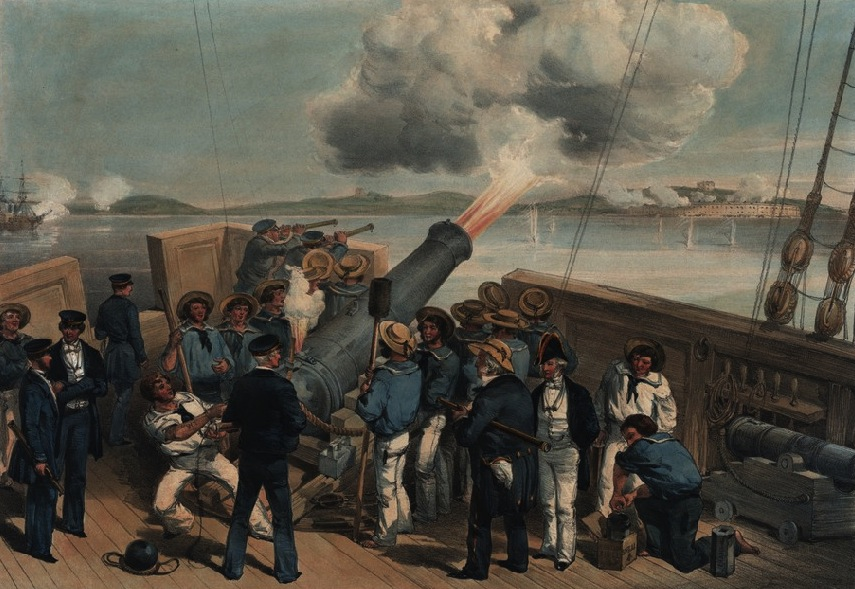
Bombardarea de două zile a fortăreţii Sveaborg, care a fost un factor decisiv al războiului Crimeii în Finlanda.

Teritoriul pe care se găsește Finlanda de astăzi a fost locuit imediat după Epoca de gheață, începând aproximativ cu anii 8500 î.Hr. Mult mai târziu, din secolul al 13-lea pînă în 1809, Finlanda a fost încorporată în Imperiul suedez. După uniunea de la Kalmar, Finlanda împreună cu Suedia s-a aflat până în 1523 sub dominația Danemarcei. În 1581 Finlanda a devenit mare ducat, dependent de Suedia.
Între 1809, după ce Suedia a cedat Finlanda Rusiei și 1917, Finlanda a avut un statut de autonomie în cadrul Rusiei țariste ca Marele Ducat al Finlandei. În 1917, profitând în mod just de Revoluția bolșevică, Finlanda s-a declarat independentă. Un război civil a izbucnit între grupările numite Roșii și Albi. "Roșii" erau socialiști, fiind susținuți de bolșevici, iar "Albii" erau conservativi, fiind susținuți de Germania imperială. Albii finlandezi au învins și Finlanda a rămas o țară suverană și independentă. În timpul celui de-al doilea război mondial, Finlanda a fost atacată de două ori de Uniunea Sovietică, dar după cedarea unei importante părți a Kareliei a continuat să existe ca o democrație independentă. În timpul Războiului Rece, politica externă a Finlandei a fost sensibil influențată de politica de atunci a Uniunii Sovietice (vedeți, Tratatul YYA și finlandizare), dar Finlanda nu a devenit un stat satelit al marelui ei vecin de la răsărit. În 1995, Finlanda a devenit membră a Uniunii Europene.

## Scurtă prezentare
În Evul Mediu, regatul suedez a cucerit Finlanda și s-a ocupat de creștinarea acesteia.
Finlanda a fost de câteva ori câmpul de bătălie între imperiile suedez și rus.
În 1809, Finlanda a devenit un mare ducat în Imperiul Rus.
În 1917, profitând de dezordinea cauzată de revoluția bolșevică, Finlanda și-a declarat independența. Dezacordurile despre viitorul politic al țării au condus la un război civil între Roșii' și Albi. Albii au câștigat.
Independența Finlandei a fost recunoscută în 1918.
În 1939, în virtutea acordurilor Molotov-Ribbentrop, URSS a emis un ultimatum Finlandei și a atacat-o în urma refuzului acesteia. Acesta va deveni războiul iernii 1939 - 1940. Finlanda a pierdut 10% din teritoriu, dar și-a păstrat independența, spre deosebire de alte state baltice.
În 1941, Finlanda a atacat URSS-ul pentru a-și recupera teritoriile pierdute. Armata se va opri totuși la lacul Onega, și nu va mai trece niciodată de linia ferată de la Murmansk, nici nu va ataca Leningradul, în ciuda cerințelor lui Hitler.
În 1944, armata roșie a spart frontul finlandez, făcându-l să se retragă la fosta frontieră. Țara a semnat un armistițiu cu URSS, ce stipula plecarea soldaților germani din nordul Finlandei. Eșuarea evacuării a declanșat războiul din Laponia, contra germanilor de aici. Armistițiul repetă la un nivel mult mai dur condițiile din 1940.
După război, linia de neutralitate strictă Paasikivi a făcut din Finlanda o țară de tranziție între Est și Vest.
Finlanda a aderat la Uniunea Europeană în 1995.